# Fenditura del Cigno
La Fenditura del Cigno è un enorme complesso di nebulosità oscure e di polveri interstellari, che interessano il ramo boreale della Via Lattea.
Il complesso si osserva a sud di Deneb, la stella più brillante della costellazione del Cigno, e si dirige verso sud "tagliando" in due la Via Lattea, dapprima lasciandosi ad ovest la parte più luminosa, poi, in direzione della Volpetta, cambia direzione e lascia visibile un ricco campo stellare nella costellazione della Freccia. Si tratta della parte più settentrionale della lunga fascia di nebulose oscure che attraversa in senso longitudinale tutto il tratto di Via Lattea boreale visibile durante i mesi estivi settentrionali, che termina all'altezza dell'equatore celeste, dove devia verso ovest e si disperde al di fuori della scia luminosa, nella costellazione dell'Ofiuco. Dalle regioni boreali è perfettamente visibile ad occhio nudo nelle notti d'estate; talvolta la parte più settentrionale della nebulosa viene chiamata Sacco di Carbone Boreale, in contrapposizione con l'omonima nebulosa australe.
Il complesso di gas e polveri che formano la Fenditura comprende anche alcune aree illuminate ed evidenti: la Nebulosa Nord America e la Nebulosa Pellicano fanno infatti parte della stessa struttura, estesa per quasi mille anni luce; la regione si trova a circa 2600 anni luce (800 parsec) da noi, e funge da separazione fra la nostra area del Braccio di Orione, in cui si trova la Cintura di Gould, e la regione retrostante, delle grandi associazioni OB del Cigno e del vastissimo Complesso nebuloso molecolare del Cigno, la cui luce ci viene celata dalle nubi della stessa Fenditura.